# Салтыков, Михаил Алексеевич
Михаи́л Алексе́евич Салтыко́в (18 августа 1927 — 31 января 2015) — советский и российский конструктор, доктор технических наук, профессор, лауреат Государственной премии СССР (1989), заслуженный конструктор Российской Федерации (1993).

## Биография
С 1954 г., по окончании Ленинградского кораблестроительного института, работал инженером, затем руководителем группы, заместителем начальника конструкторского бюро Коломенского завода. С 1958 г. — начальник созданной по его инициативе лаборатории усталостной прочности (впоследствии — бюро). Позднее стал начальником отдела прочности УГКМ.
Руководя отделом прочности УГКМ Коломенского завода, преподавал в звании профессора во Всесоюзном заочном политехническом институте (с 1992 — Коломенский институт Московского государственного открытого университета

### Семья
Жена — Казанская Алла Михайловна. Инженер-конструктор, кандидат технических наук. Умерла 20.09.2012 (81 год). Сыновья: Салтыков Алексей Михайлович, 1958 г.р. Умер 10 апреля 2016 (57 лет), Салтыков Михаил Михайлович, 1967 г.р.

## Научная деятельность
Основные направления исследований — теория и практика обеспечения циклической прочности транспортных среднеоборотных дизелей. Разработка метода макроэлементов. Физико-механические и геометрические аспекты исследований. Открытие и разработка структурной геометрии твердых тел.
В 1967 г. защитил кандидатскую, в 1988 г. — докторскую диссертацию.
С его участием созданы методы расчёта на прочность узлов и деталей двигателей, методы расчёта подвижных звеньев в условиях многообразия нагрузочных состояний. Создана методика расчёта шатунов и коленчатых валов на циклическую прочность, позволяющая оценивать запас прочности и оптимизировать конструкцию по удельной массе. Написана книга «Структурная геометрия твердых тел» в которой изложены основные положения научного открытия автора — доказано существование внутри твердых тел пространства особой геометрии. В книге по новому осмысляются геометрические объекты всех 4-х степеней мерности, раскрывается смысл понятий протяженности и кривизны. Книгу, наиболее значимые статьи автора и иную информацию о нём можно найти на его персональном сайте: saltykov.pro.
Салтыков М. А. подготовил 11 кандидатов наук. Автор более 100 научных работ.

### Избранные труды
- Салтыков М. А., Казанская А. М. Конструирование, расчет, испытания и надежность машин // Вестник машиностроения. — 2012. — № 10. — С. 3-11.
- Салтыков М. А., Казанская А. М. Структурная геометрия твердых тел: применение в конструкторской практике // Турбины и дизели. — 2008. — № 5. — С. 24-30.

## Награды и признание
- медаль «Ветеран труда» (1986)
- Государственная премия СССР (1989)
- заслуженный конструктор Российской Федерации (1993)
- две медали ВДНХ
- звание «Ветеран Великой Отечественной войны»
- юбилейная медаль «50 лет Победы в Великой Отечественной войне 1941—1945 гг.» (1995)